# زین‌العابدین شهشهانی
آقا میرزا زین‌العابدین شهشهانی (۱۲۰۹–۱۲۷۹ ش) (۱۲۴۵–۱۳۱۸ ه‍.ق) فقیه متبحر در علوم قرآنی بوده و از استادان فن قرائت و تجوید در اواخر دوره قاجاریه به‌شمار می‌رفته‌است.
زین‌العابدین سبزواری به تدریس، قرائت و تجوید قران می‌پرداخته و در مسجد صفا در محلّه شهشهان اقامه جماعت می‌نموده و در نزد سید اسدالله بیدآبادی مورد احترام و عزت و مقبول القول بوده‌است.
از تالیفات او، شجره طیبه است که ازعربی به فارسی ترجمه کرده و در ان با استفاده از اشکال درختان و پرندگان، مطالب تجوید قرآن را بیان داشته که باعث تسهیل یادگیری خوانندگان بشود.
چارلز آمبروز استوری شرق‌شناس انگلیسی پیرامون تألیفات فارسی کتاب نوشته‌است نیز از شجره طیّبه یاد کرده، جز این که نام آن را ظاهرًا به علّت عدم دقّت واقف نشده و کتاب را در فصل کتبی که عنوان مخصوصی ندارند ولی مؤلّفین آنها معلوم است، چنین معرّفی کرده:
قواعد در طرز ادای آیات قرآنی، تألیف زین‌العابدین سبزواری که در آخر قرآنی در فاصله سال‌های ۱۲۸۶–۱۲۸۵ در طهران به چاپ رسیده

## استادان
- محمد مهدی نایب الصدر اصفهانی (۱۲۶۷ ه‍.ق)
- میرزا عبد لعلی هرندی (۱۲۲۲ – ۱۳۰۶ ه‍.ق)
- حاج سید اسدالله بیدآبادی
- سیداسماعیل بن میرابوطالب طباطبایی اصفهانی
- میرزا محمد علی حسینی

## آثار

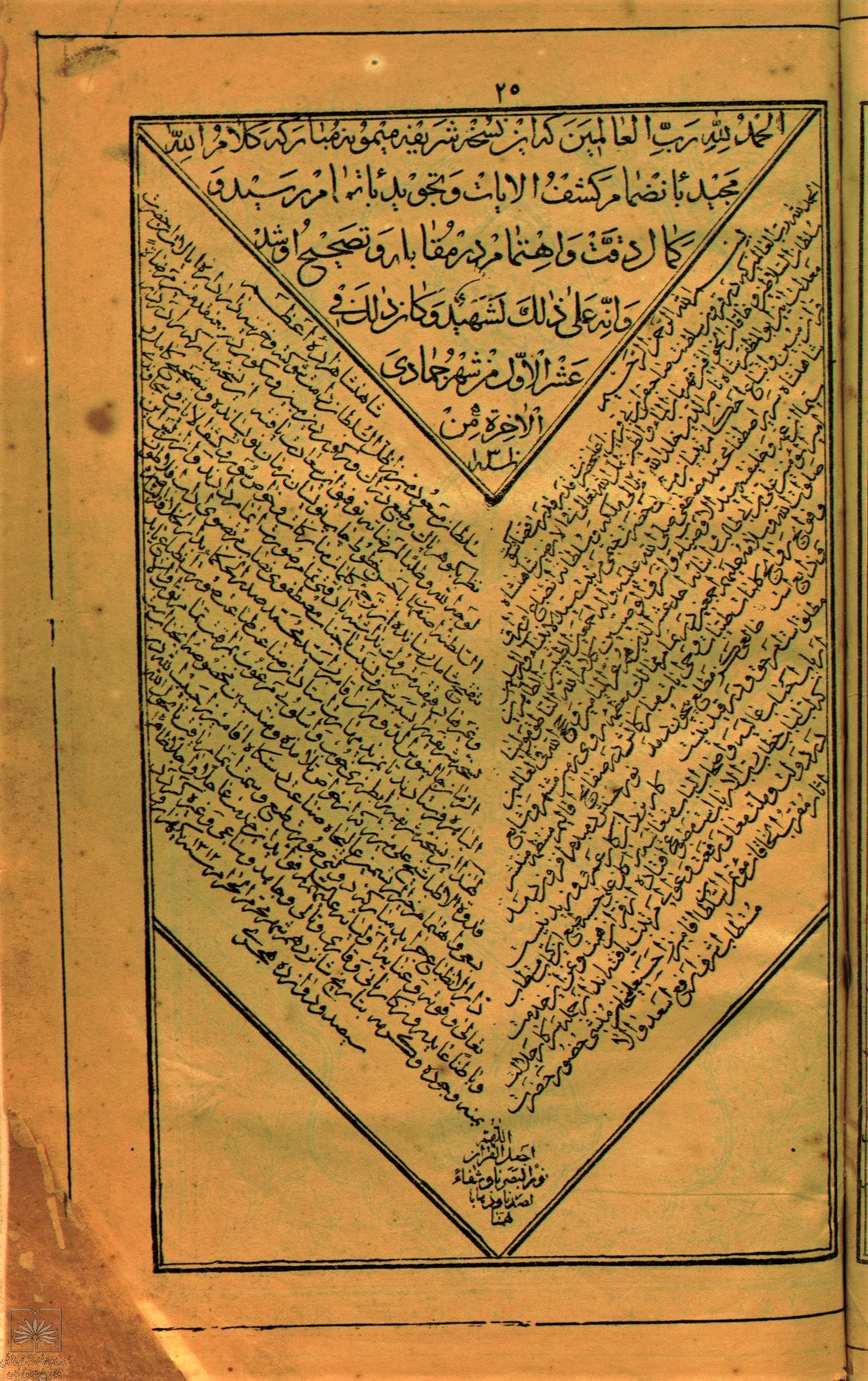
شجره طیبه -چاپ سنگی (۱۲۴۹ ه‍.ش /۱۲۸۷ ه‍.ق)تالیف میرزا زین‌العابدین شهشهانی

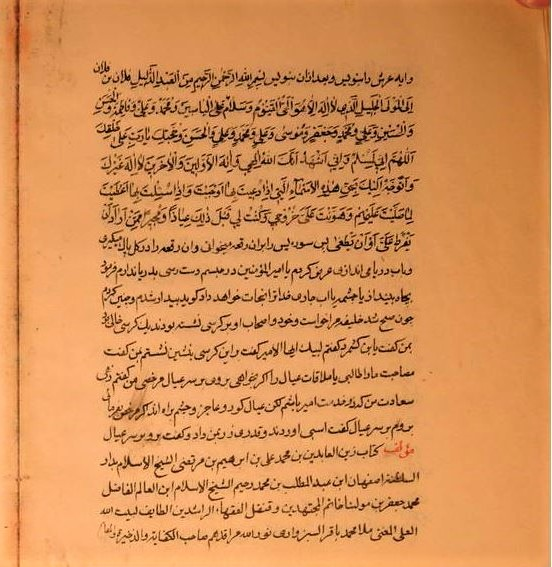
غنیمه القبور فی عمل الشّهور (۱۲۷۹ ه‍.ش/ ۱۳۱۸ ه‍.ق) تالیف میرزا زین‌العابدین شهشهانی

وی کتاب‌های چندی تألیف نموده که از آن جمله می‌توان به کتب زیر اشاره کرد:
- اعراب و تفسیر ستّ سور، شامل سوره‌های بنی اسرائیل، یس، الرحمن، آیه نور، جمعه، ملک، دهر و خاتمه در فضیلت قرآن است. تاریخ پایان تألیف (۱۲۲۸ ش/ ۱۲۶۵ ه‍.ق).
- اعتصام المرید فی توضیح معضلات کلام‌الله المجید - تألیف (۱۲۲۸ ش/ ۱۲۶۵ ه‍.ق)
- تذکرة القراء، به عربی در یک مقدمه و ۱۴ باب است. تاریخ پایان تألیف (۱۲۳۰ ش/ ۱۲۶۷ ه‍.ق)
- التشجیرات به عربی که در جمعه ۲۷ جمادی الاوّل (۱۲۶۷ه‍.ق/ ۱۲۳۰ ش) تألیف آن را آغاز کرده و در ۱۲ باب و یک خاتمه در جمادی الآخر آن سال به پایان رسانده‌است.
- شجره التجوید و شجره طیبه در تجوید قرآن به عربی و فارسی (۲ کتاب). تاریخ پایان تألیف ترجمه فارسی (۱۲۴۹ ش/ ۱۲۸۷ ه‍.ق). شجره طیبه را به امر سیداسدالله بن محمدباقر شفتی (متوفی۱۲۹۰ه‍.ق) از عربی به فارسی ترجمه کرد و با استفاده از اشکال درختان و پرندگان، مطالب تجوید قرآن را بیان داشته‌است که بر خوانندگان کتاب، تأثیر مثبتی بگذارد. تاریخ پایان تألیف رجب المرجب ۱۲۸۷ ه‍.ق است. این کتاب در پایان کتاب نجوم القران آورده شده که ترجمه رساله حاجی سید اسدالله است و در طهران به طبع رسیده‌است.
- کنوزالعبادات و الطّاعات فی رموز الواجبات والمحرمات (بیضه الاسلام) که در مسایل دینی و فقهی به فارسی است. تألیف ۹ جمادی‌الاول (۱۳۰۷ ه‍.ق/۱۲۶۸ ش)
- درّه الدّارین فی رضاع النّجدین در فقه، به عربی، در قواعد رضاع، در چند فصل و خاتمه به صورت مشجّر است.
- کنوز الاعلام و رموز الاحکام در فقه، به فارسی. تألیف ۱۴ رمضان المبارک (۱۳۱۳ ه‍.ق / ۱۲۷۴ ش)
- غنیمه القبور فی عمل الشّهور در ۱۲ باب، به فارسی. تألیف ۱۲ ربیع‌الثانی (۱۳۱۸ ه‍.ق/ ۱۲۷۹ ش)
- ثمره الفؤاد فی حظّ الاحبّه و الاولاد، در فقه، به عربی در قواعد ارث به صورت مشجّر در یک مقدمه و پنج باب و خاتمه است.
- شفاء المؤمنین، برگرفته از «حاوی کبیر»، «حاوی صغیر» و …، مؤلف اشاره می‌کند که نام این کتاب را با استخاره از قرآن شریف تعیین کرده‌است[۵]
- لمحه الالبان فی رضاع الصبیان درفقه فارسی
- الفوائدالتجویدیة فی بیان القرائة القرآنیه
- قواعد در طرز ادای آیات قرآن

## زندگی‌نامه

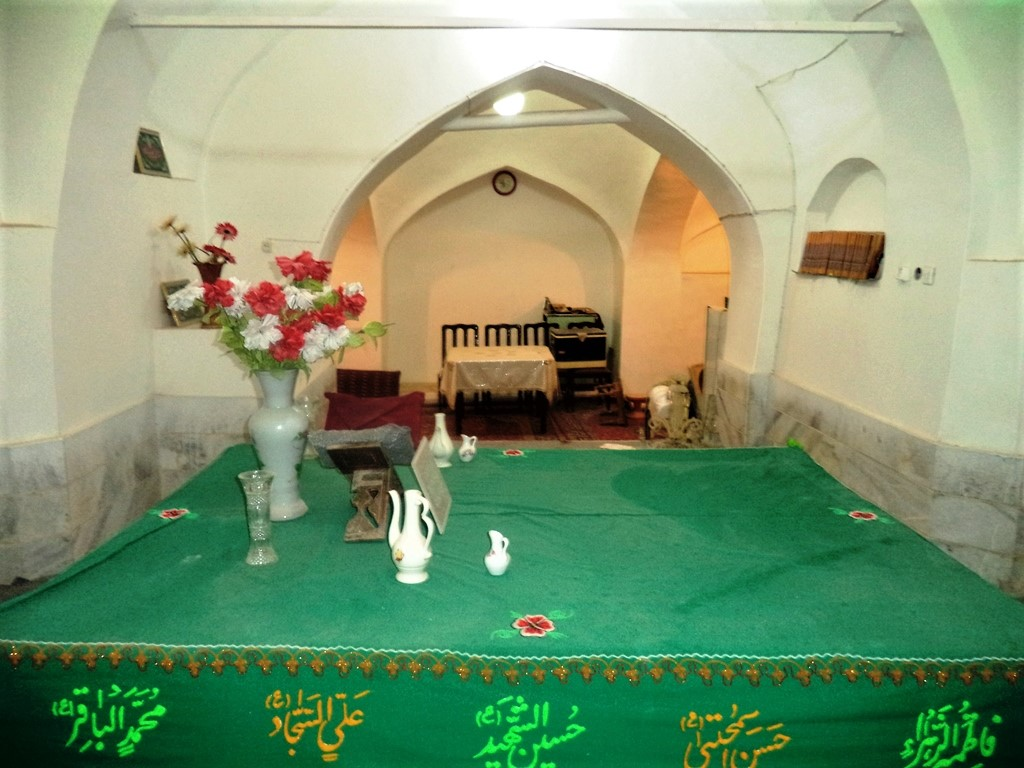
ارامگاه امامزاده سه تن ، جنب مسجد آقانور ، محله دردشت اصفهان ، محل دفن اقا میرزا زین‌العابدین شهشهانی

ملا زین‌العابدین سبزواری متولد سال (۱۲۰۹ ش/ ۱۲۴۵ ه‍.ق) است و از نوادگان محقق سبزواری می باشد و نسب او چنین است: زین العابدین بن محمّد علی بن محمّد ابراهیم بن مرتضی شیخ الاسلام اصفهان بن عبدالمطلب بن محمّد رحیم شیخ الاسلام بن محمّد جعفر بن مولانا آخوند ملّا محمّدباقر بن محمّد مؤمن الشّریف السّبزواری  (فوت در حدود ۹۹۸ ه‍.ش -۱۰۲۸ ه‍.ق).
پدرش میرزا محمدعلی (۱۱۷۲–۱۲۲۸ ش) (۱۲۰۸–۱۲۶۵ ه‍.ق)، از علما و فضلا قرن یازدهم هجری بوده و کاتب دو رساله به عناوین کشف الغطاء و نهایة الوصول الی علم الاصول بود.
فرزندش آقا حسن سبزواری،  طبیب و حکیم اوایل قرن سیزدهم هجری و از جمله شاگردان برجسته ملا هادی سبزواری بوده‌است
میرزا زین العابدین بن محمد علی در سال ۱۲۷۹ ش (۱۳۱۸ ق) فوت کرد و درارامگاه امامزاده سه تن، جنب مسجد آقانور در محله دردشت مدفون شد (آرامگاه بازسازی و تعمیر شده و سنگ قبر یافت نشد).
اسامی دیگری که در منابع مختلف از اونام برده‌اند شامل:
ملا زین‌العابدین سبزواری / زین‌العابدین بن محمد علی سبزواری / زین العابدین بن محمد علی سبزواری اصفهانی/ شیخ الاسلام زین العابدین بن محمد علی سبزواری اصفهانی / میرزا زین العابدین بن محمدعلی